# Întoarcerea acasă (film din 1978)
Întoarcerea acasă (titlul original: Coming Home) este un film dramatic american, realizat în 1978 de regizorul Hal Ashby după o povestire a lui Nancy Dowd. Filmul a fost prezentat în 1978 la al 51-lea Festival al Academiei Americane de Film unde a primit trei premii Oscar și cinci nominalizări.

## Conținut
Sally este soția lui Bob Hyde, căpitan în armata Statelor Unite, care în 1968 este trimis în Vietnam și care este entuziasmat de această datorie patriotică. Sally, rămasă acum singură, nu știe exact ce să facă. Prin prietena ei Viola Munson, al cărei frate Bill a suferit o cădere psihică iar acum este supus unui tratament psihiatric într-un spital militar deoarece nu își găsește liniștea în urma celor trăite în război, își îndreaptă atenția asupra sorții veteranilor de război. Astfel ea se hotărăște să lucreze voluntar în acest spital militar. Aici îl întâlnește pe Luke Martin, cu care se cunoștea din timpul colegiului. Luke a fost grav rănit în timpul unei lupte rămânând paralizat și nevoit să stea într-un scaun cu rotile și îi cade greu să fie mereu ajutat. Nu doar această lovitură a sorții îl face mereu să fie furios, ci și atrocitățile de nedescris prin care a trebuit să treacă. La început Sally este șocată de mutilările corporale dar și psihice cu care repatriații din Vietnam trebuie să lupte, se străduiește să îi ajute cât de mult poate.
În felul în care Sally a reușit să dezvolte o relație de prietenie cu Luke, ea reușește prin asta să îi domolească agresivitatea acestuia față de mediul din jur. Amândoi încep să se ajute reciproc și să-și recapete încrederea în sine. Încet-încet Luke reușește să accepte handicapul său și că trebuie să trăiască cu el. Cu cât trece timpul, Sally își schimbă total optica asupra războiului. Devine tot mai independentă și se întrebă dacă viața casnică cu Bob este cea pe care și-a dorit-o. Cu regret constată că Bob nu a avut niciodată încredere în ea și în ce ea ar fi dorit să întreprindă.
Așa se întâmplă că din relația de prietenie cu Luke, aceasta devine una de dragoste. Luke are puterea ca după externarea sa din spital să lămurească studenții despre ororile războiului. Când Bob se întoarce rănit și deziluzionat din război și vede că și-a pierdut soția în favoarea altuia, încep sa se precipite toate evenimentele...

## Distribuție
- Jane Fonda - Sally Hyde
- Jon Voight - Luke Martin
- Bruce Dern - Căpt. Bob Hyde
- Penelope Milford - Viola „Vi“ Munson
- Robert Carradine - Bill Munson
- Robert Ginty - Sgt. Dink Mobley
- Mary Gregory - Martha Vickery
- Kathleen Miller - Kathy Delise
- Beeson Carroll - Căpt. Earl Delise
- Willie Tyler - Virgil Hunt
- Louis Carello - Bozo
- Charles Cyphers - Pee Wee
- Olivia Cole - Corrine
- Tresa Hughes - Schwester Degroot
- Bruce French - Dr. Lincoln
- Mary Jackson - Fleta Wilson
- Pat Corley - Harris
- David Clennon - Tim
- Jonathan Banks - Marineangehöriger

## Melodii din film
Filmul cuprinde melodii de Beatles, Janis Joplin, Tim Buckley, Buffalo Springfield, Bob Dylan, Aretha Franklin, Jimi Hendrix, Jefferson Airplane, Rolling Stones, Richie Havens, Simon & Garfunkel și Steppenwolf. La finalul filmului, premergând presupusul suicid a lui Bob, se aude piesa Time Has Come Today interpretată de The Chambers Brothers.
- Hey Jude, compusă de Paul McCartney și John Lennon, interpretată de The Beatles
- Strawberry Fields Forever, idem
- Once I Was, compusă și interpretată de Tim Buckley
- Expecting to Fly, compusă de Neil Young, interpretată de Buffalo Springfield
- For What It’s Worth, compusă de Stephen Stills, interpretată de Buffalo Springfield
- Just Like a Woman, compusă și interpretată de Bob Dylan
- Save Me, compusă de King Curtis, Aretha Franklin und Carolyn Franklin, interpretată de Aretha Franklin
- Follow, compusă de Jerry Merrick, interpretată de Richie Havens
- Manic Depression, compusă și interpretată de Jimi Hendrix
- White Rabbit, compusă de Grace Slick, interpretată de Jefferson Airplane
- Out of Time, compusă de Mick Jagger und Keith Richards, interpretată de The Rolling Stones
- No Expectations, idem
- Jumpin’ Jack Flash, idem
- Ruby Tuesday, idem
- Sympathy for the Devil, idem
- My Girl, compusă de Smokey Robinson und Ronald White, interpretată de The Rolling Stones
- Bookends, compusă de Paul Simon, interpretată de Simon & Garfunkel
- Born to Be Wild, compusă de Mars Bonfire, vorgetragen von Steppenwolf
- The Star-Spangled Banner, Musik: John Stafford Smith, interpretată de o formație la televizor
- Time Has Come Today, compusă de Joseph und Willie Chambers, interpretată de The Chambers Brothers

## Premii și nominalizări
Filmul a câștigat tei premii Oscar pentru:
- cel mai bun actor (Jon Voight)[3]
- cea mai bună actriță (Jane Fonda)[3]
- cel mai bun scenariu original (Waldo Salt, Robert C. Jones, și Nancy Dowd).[4] [3]

A fost de asemenea nominalizat pentru cinci Premii Oscar incluzând:
- cel mai bun actor în rol secundar (Bruce Dern)[3]
- cea mai bună actriță în rol secundar (Penelope Milford)[3]
- cel mai bun regizor (Hal Ashby)[3]
- cel mai bun montaj (Don Zimmerman)[3]
- cel mai bun film (Jerome Hellman).[3]

La Festivalul Internațional de Film de la Cannes din 1978
- cel mai bun actor: Jon Voight în filmul Întoarcerea acasă

Listele Instituitului American de Film
- AFI's 100 Years...100 Movies – Nominalizare[5]
- AFI's 100 Years...100 Passions – #78
- AFI's 100 Years...100 Cheers – Nominalizare[6]
- AFI's 100 Years...100 Movies (10th Anniversary Edition) – Nominalizare[7]